# Orquesta China de Singapur
La Orquesta China de Singapur es la única orquesta china profesional de Singapur. Fue inaugurada en 1997 y en la actualidad cuenta con 85 músicos. Según sus objetivos, asume el papel doble de preservar las artes y la cultura tradicionales y establecer nuevas fronteras mediante la incorporación de elementos musicales de Nanyang en su repertorio.

## Historia
En 1968 se creó una orquesta china de aficionados como parte del Teatro Nacional de Singapur bajo los auspicios del Ministro de Cultura. A esto le sigue rápidamente una unidad de actuación, la Orquesta China de Asociación Popular (conocida por sus siglas PACO), el 1 de julio de 1968, como parte del esfuerzo del gobierno por la armonía racial. Ma Wen fue el primer director de la PACO en 1971, seguido por Li Xueling en 1973. Esta se convirtió en una orquesta semiprofesional en 1975 cuando Ng Tai Kong, el nuevo director, introdujo a seis músicos profesionales. En 1977, el director Ng se marchó a la recién formada Orquesta China de Hong Kong y le sucedió Lim Tiap Guan en 1977 y Ku Lap Man en 1980. El número de profesionales aumentó gradualmente hasta llegar a los 32 miembros a tiempo completo en 1984.
En 1992, la Orquesta China de la Asociación Popular cambió su nombre a Orquesta China de Singapur. Qu Chun Quan asumió el cargo de director después de que Ku se jubilara en 1995. En mayo de 1996, por iniciativa del entonces primer ministro Goh Chok Tong, esta orquesta se independizó de la Asociación Popular para operar como una empresa privada y se instituyó como orquesta nacional totalmente profesional. Se proporcionó el Salón de Conferencias de Singapur como lugar para actuaciones y ensayos. Lee Hsien Loong, que más tarde sería primer ministro, fue nombrado patrón de la orquesta.
Más tarde, Hu Bingxu fue nombrado nuevo director musical en 1996, junto a Qu como subdirector musical y la orquesta se amplió a 45 miembros. En 1999 pasaría a depender del Ministerio de Información, Comunicaciones y Artes. El 1 de enero de 2000, organizó su proyecto más ambicioso hasta el momento: el concierto Millennium en el que participaron 1.000 artistas. Los megaconciertos posteriores contaron con 2.000 artistas en 2004 y más de 4.000 en 2014. Hu se marchó en 2000 y Tsung Yeh fue nombrado director musical en 2002 y ha permanecido en el cargo desde entonces.

## Orquesta Nacional Juvenil China de Singapur

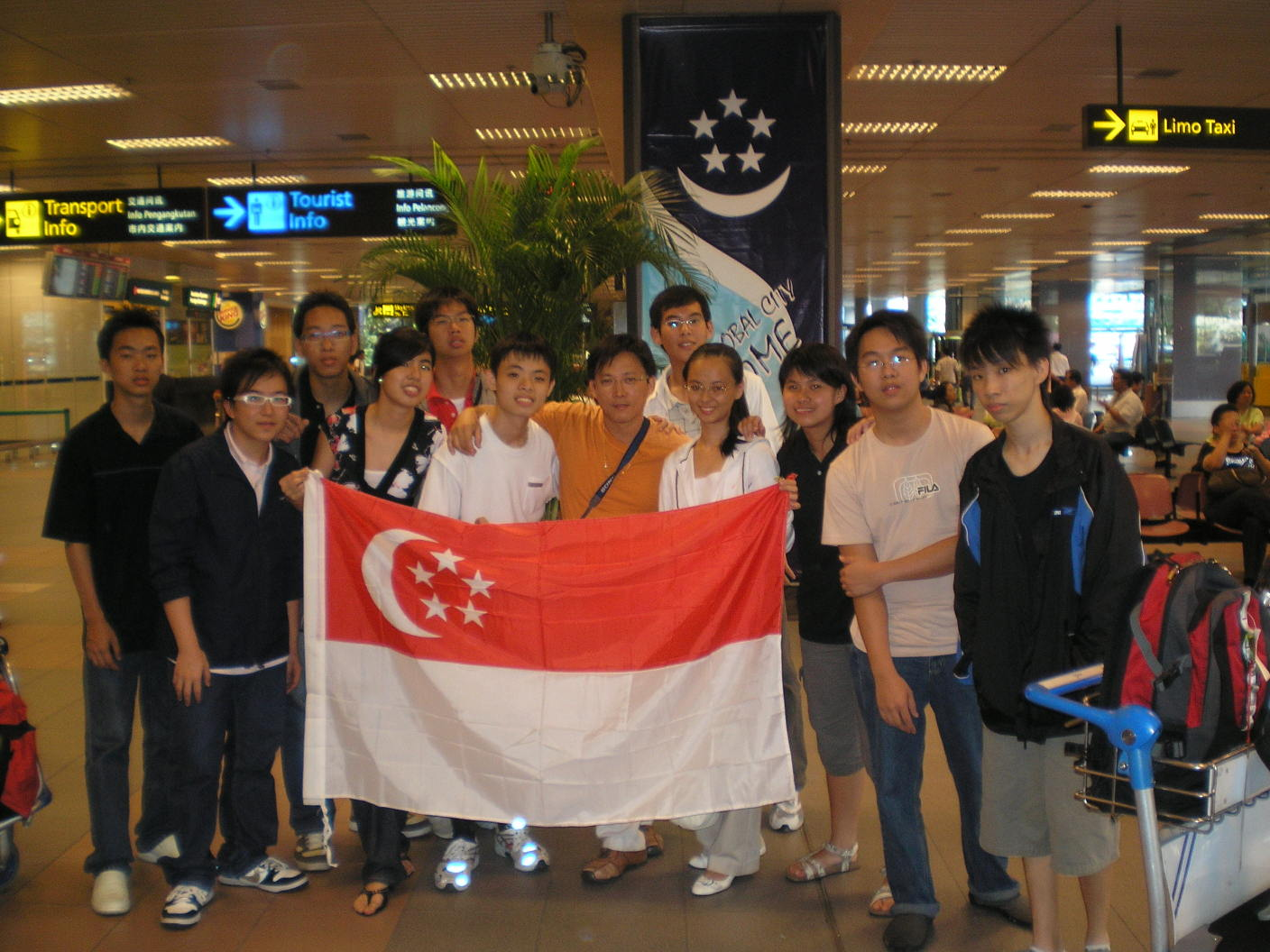
Orquesta Juvenil China de Singapur participando en el Festival Internacional de Arte ChiShi de Tainan.

La sección joven toma el nombre de Orquesta Nacional Juvenil China de Singapur (SNYCO), un grupo de músicos de entre 11 y 25 años. Ha estado bajo la dirección de la Orquesta China de Singapur (SCO) desde 2003 y celebró su concierto de estreno en 2004. Hasta enero de 2017, su nombre era Orquesta Juvenil China de Singapur (SYCO).